# Rio Uaupés
O rio Uaupés (chamado Vaupés na Colômbia) é um curso de água que nasce na Colômbia e que banha o estado do Amazonas, sendo um dos principais afluentes do rio Negro. Tem 1050 km de comprimento. A foz do rio está perto da cidade brasileira de São Gabriel da Cachoeira.

## Etimologia
O nome indígena do rio é Ucayari, uma palavra arawak que faz referência à cor levemente turva de suas águas e que já aparece deturpado em Caiari no século XVIII. Porém, como os povos indígenas que viviam nele eram conhecidos como Uaupé ou Baupé (i.e. os tucanos ou ye’pâ-masa), esta última denominação passou a se tornar um hidrônimo: "rio dos índios Uaupés (Vaupés)".:2